# Barringtonia edulis
Barringtonia edulis là một loài thực vật có hoa trong họ Lecythidaceae. Loài này được Seem. mô tả khoa học đầu tiên năm 1866.